# Daltonidy
Daltonidy (od nazwiska Johna Daltona) – zwyczajowa nazwa grupy związków chemicznych spełniających prawo stałości składu. Zaliczają się do niej prawie wszystkie związki, zarówno organiczne jak i nieorganiczne, z wyjątkiem pewnej grupy stałych niestechiometrycznych związków nieorganicznych, tzw. bertolidów.